# Grobla (Osiek)
Grobla – część miasta Osiek w Polsce położona w województwie świętokrzyskim, w powiecie staszowskim, w gminie Osiek. Obecnie osiedle domków jednorodzinnych w Osieku, w sąsiedztwie zabytkowego młyna. Nie posiada odrębnych władz administracyjnych, należy do miasta Osiek.
W przeszłości był to przysiółek Osieczka, który w wyniku rozrostu się dzisiejszego miasta Osiek przekształcono na odrębne osiedle mieszkaniowe. Procesu scalania z miastem Osiek, dokonano w momencie odzyskania praw miejskich w 1992 roku. A odebranych Osiekowi przez władze ówczesnego zaborcy rosyjskiego za udzielanie pomoc powstańcom przez ludność miejscową (lokalną) w 1864 roku.

## Geografia
Integralna część miasta Osiek – Grobla położona jest 16,5 km na wschód, północny wschód od Połańca; 16,4 km na zachód, południowy zachód od Tarnobrzega; 22,1 km na zachód, północny zachód od Nowej Dęby i 22,6 km na wschód od Staszowa leżąc na wysokości 147,7 m n.p.m.

## Lokalizacja
Samo osiedle znajduje się między ulicą Tarnobrzeską, ulicą Tylą, ulicą Kącką, ulicą Łęgowską i ulicą Lipnicką. W dużej mierze zabudowane jest domkami jednorodzinnymi z lat 70., 80., 90. XX wieku, jak i nowszymi.

## Literatura
1. Bielec Jan (red.), Szwałek Stanisława: Wykaz urzędowych nazw miejscowości w Polsce. Ministerstwo Administracji, Gospodarki Terenowej i Ochrony Środowiska. T. I: A - J. Warszawa: GUS, 1980. Brak numerów stron w książce